# Schalkenbach
Schalkenbach im Vinxtbachtal ist eine Ortsgemeinde im Landkreis Ahrweiler in Rheinland-Pfalz. Sie gehört der Verbandsgemeinde Brohltal an, die ihren Verwaltungssitz in Niederzissen hat.

## Geographie
Die Gemeinde liegt im Landschaftsschutzgebiet „Rhein-Ahr-Eifel“. Zu Schalkenbach gehören neben dem Hauptort die Ortsteile Untervinxt, Mittelvinxt und Obervinxt sowie der Wohnplatz „Waldgut Schirmau“.

## Geschichte
Schalkenbach und Vinxt gehörten zu dem Teil der Herrschaft Landskron, welche die Familien von der Leyen und Waldbott von Bassenheim besaßen und im Jahre 1664 dem Pfalzgrafen Philipp Wilhelm, Herzog von Jülich, gegen Adendorf und Eckendorf überließen. Die beiden Dörfer gehörten seitdem zur Grafschaft Neuenahr und standen bis Ende des 18. Jahrhunderts unter kurpfälzischer Landesherrschaft.
Infolge der französischen Revolutionskriege gehörte das linksrheinische Gebiet von 1798 bis 1814 zu Frankreich. Schalkenbach und Vinxt gehörten zur Mairie Königsfeld im Kanton Wehr, der zum Arrondissement Bonn im Rhein-Mosel-Département gehörte.
Nachdem das Königreich Preußen 1815 auf dem Wiener Kongress das Rheinland und damit auch Teile der vorher unter französischer Herrschaft stehenden Gebietes zugesprochen bekommen hatte, kamen die beiden Orte 1816 zur Bürgermeisterei Königsfeld und zum Kreis Ahrweiler im Regierungsbezirk Koblenz.
Bevölkerungsentwicklung
Die Entwicklung der Einwohnerzahl der Gemeinde Schalkenbach, die Werte von 1871 bis 1987 beruhen auf Volkszählungen:
| Jahr | Einwohner |
| ---- | --------- |
| 1815 | 379       |
| 1835 | 485       |
| 1871 | 438       |
| 1905 | 457       |
| 1939 | 397       |

| Jahr | Einwohner |
| ---- | --------- |
| 1950 | 405       |
| 1961 | 420       |
| 1970 | 486       |
| 1987 | 654       |
| 1997 | 724       |

| Jahr | Einwohner |
| ---- | --------- |
| 2005 | 846       |
| 2011 | 826       |
| 2017 | 814       |
| 2023 | 812       |

## Politik

### Bürgermeister
Thomas Weber wurde am 20. August 2019 Ortsbürgermeister von Schalkenbach.
Er wurde im Juni 2024 wiedergewählt.
Webers Vorgänger Anton Harst hatte das Amt 20 Jahre ausgeübt, war 2019 aber nicht erneut angetreten.

## Kultur und Sehenswürdigkeiten

### Kulturdenkmäler
In Schalkenbach und Vinxt befinden sich einige geschützte Kulturdenkmäler:
Ortsteil Schalkenbach
- Die katholische Kapelle St. Johannes der Täufer, ein Saalbau aus dem Jahre 1748 mit einem achtseitigen Spitzhelm;

Gemarkung Schalkenbach
- Das Waldgut Schirmau, ein Hofgut von Anfang des 20. Jahrhunderts und einem Fachwerkhaus aus dem 18. Jahrhundert; heute als Seniorenerholungsheim der Stadt Krefeld genutzt.
- Verschiedene Wegekreuze aus dem 17. und 18. Jahrhundert.

Ortsteil Obervinxt
- Eine Hofanlage mit zwei Fachwerkhäusern, teilweise massiv; bei der Hofanlage ein gusseisernes Grabkreuz aus dem 18. Jahrhundert.

Ortsteil Untervinxt
- die Kapelle Maria Königin des Friedens, vermutlich aus dem 19. Jahrhundert.
- Ein Grabkreuz aus dem Jahr 1661.

Siehe auch: Liste der Kulturdenkmäler in Schalkenbach

### Weitere Sehenswürdigkeiten

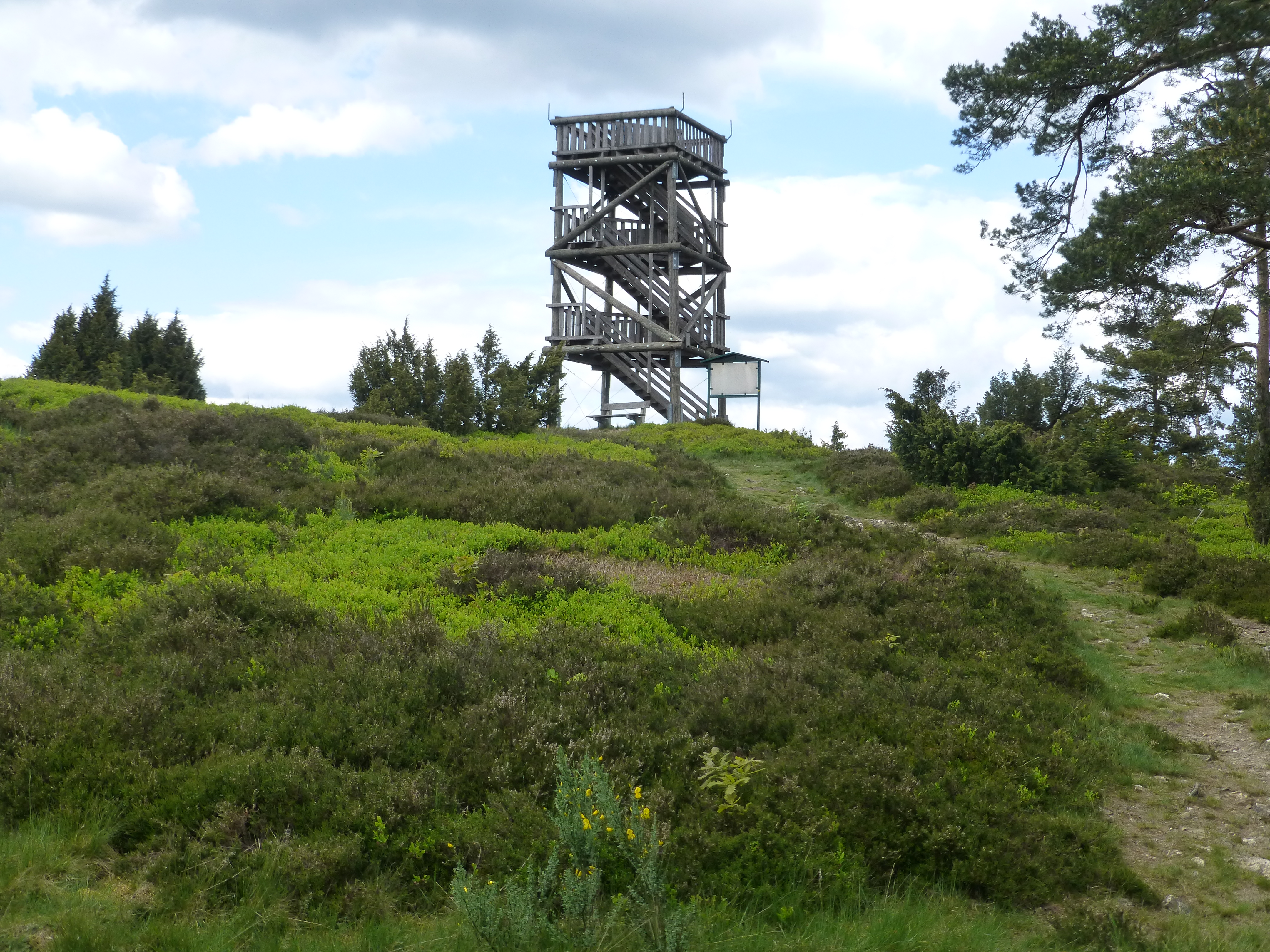
Aussichtsturm auf dem Weiselstein

- Der Aussichtsturm auf dem 475,4 m[8] hohen Weiselstein; ein 10 Meter hoher Holzturm mit Blick über die Wacholderheide.
- Der Nachbau eines Kohlemeilers.

### Vereine
- In Schalkenbach gibt es einen Verkehrs- und Verschönerungsverein, der sich um den Zustand von Wanderwegen und öffentlichen Einrichtungen kümmert. Der Verein veranstaltet einmal jährlich ein Dorffest.
- Für die karnevalistischen Aktivitäten zeichnet der im Herbst 2005 gegründete Karnevalsverein Schalkenbach-Vinxt verantwortlich. Hierzu zählt der große Karnevalsumzug am Karnevalssamstag in Schalkenbach.
- Zusätzlich gibt es seit Mitte 2006 die Gruppe der Junggesellen und Gesellinnen Schalkenbach/Vinxt. Diese jungen Menschen leiten die Planung der Eröffnungsdisco der Kirmes und auch die der Maifeier.
- Die Jägersberghalle ist der zentrale Ort für Sportgruppen und die ortsansässigen Vereine.

## Bildung
Die Regenbogen-Grundschule wird von Schülern aus Schalkenbach, Königsfeld und Dedenbach besucht, seltener von Kindern aus Waldorf und Bad Neuenahr-Ahrweiler, Ortsteil Ramersbach.